# Critter Round-Up
Critter Round-Up (Saku Saku Animal Panic no Japão) é um jogo de video game de puzzle desenvolvido pela Epicenter Studios e a Konami para o Wii. O jogo foi lançado como um dos títulos de lançamento do serviço WiiWare no Japão em 25 de março de 2008 e na América do Norte em 19 de maio de 2008, custando 1.000 Wii Points.

## Jogabilidade
O jogador controla um fazendeiro que deve construir cercas para conter alguns animais. Os jogadores deve separar por espécies, e evitar que os animais cheguem perto de predadores ou se misturem com outros. Um presente cai do céu, o qual sendo colecionado dá ao jogador comida para atrair os animais, ou spray para afastar.
O modo principal "Adventure Mode" dispõe mais de 50 níveis em cinco ambientes diferentes, cada um com sua própria espécie. Em adicional, o jogo ainda oferece o modo "Marathon" com níveis infinitos e suporte para até quatro jogadores, ainda conta com minigames como Snowball Soccer em Predator Rampage.